# برندا بیکر
برندا سو بیکر (به انگلیسی: Brenda Baker) دانشمند رایانه آمریکایی است. او به دلیل تکنیک بیکر برای الگوریتم‌های تقریب در نمودارهای مسطح و کار اولیه‌اش بر روی تشخیص کدهای تکراری و تحقیقاتش روی مسائل بسته‌بندی دوبعدی بن‌ها شهرت دارد.
بیکر تحصیلات خود را در مقطع کارشناسی در کالج رادکلیف انجام داد. او مدرک پی‌اچ‌دی از دانشگاه هاروارد در سال ۱۹۷۳ گرفت و پایان‌نامه خود مربوط به تئوری خودکار و زبان‌های رسمی را تحت نظر رونالد وی. بوک تنظیم کرد. او در اوایل کار خود یک مربی و محقق وینتون هیز در بخش مهندسی و فیزیک کاربردی هاروارد، یک مدرس مدعو در گروه مهندسی برق و علوم رایانه در دانشگاه کالیفرنیا، برکلی، و یک استادیار در گروه رایانه و علوم ارتباطات در دانشگاه میشیگان بود. بعدها در آزمایشگاه‌های بل کار کرد و به یکی از اعضای برجسته کارکنان فنی آنجا تبدیل شد.
بیکر با یکی دیگر از دانشمندان رایانه آزمایشگاه بل به نام اریک گروس ازدواج کرد که بعدها معاون مهندسی امنیت و حریم خصوصی گوگل شد. پسر آنها، راجر بیکر گروس، نیز محقق علوم رایانه است.

## تحقیقات
علایق تحقیقاتی او عمدتاً شامل الگوریتم و ابزارهای نرم‌افزاری است. به‌طور خاص، او روی مسائل مربوط به تطبیق الگوی رشته‌ها، الگوریتم‌های ترکیبی و الگوریتم‌های تقریب برای مسائل ان‌پی سخت (NP-hard) کار کرده است. در حوزه ابزارهای نرم‌افزاری، او ابزارهایی برای تجزیه و تحلیل و مقایسه کد منبع و فایل‌های اجرایی تدوین کرد.